# Adam Stanisław Krasiński

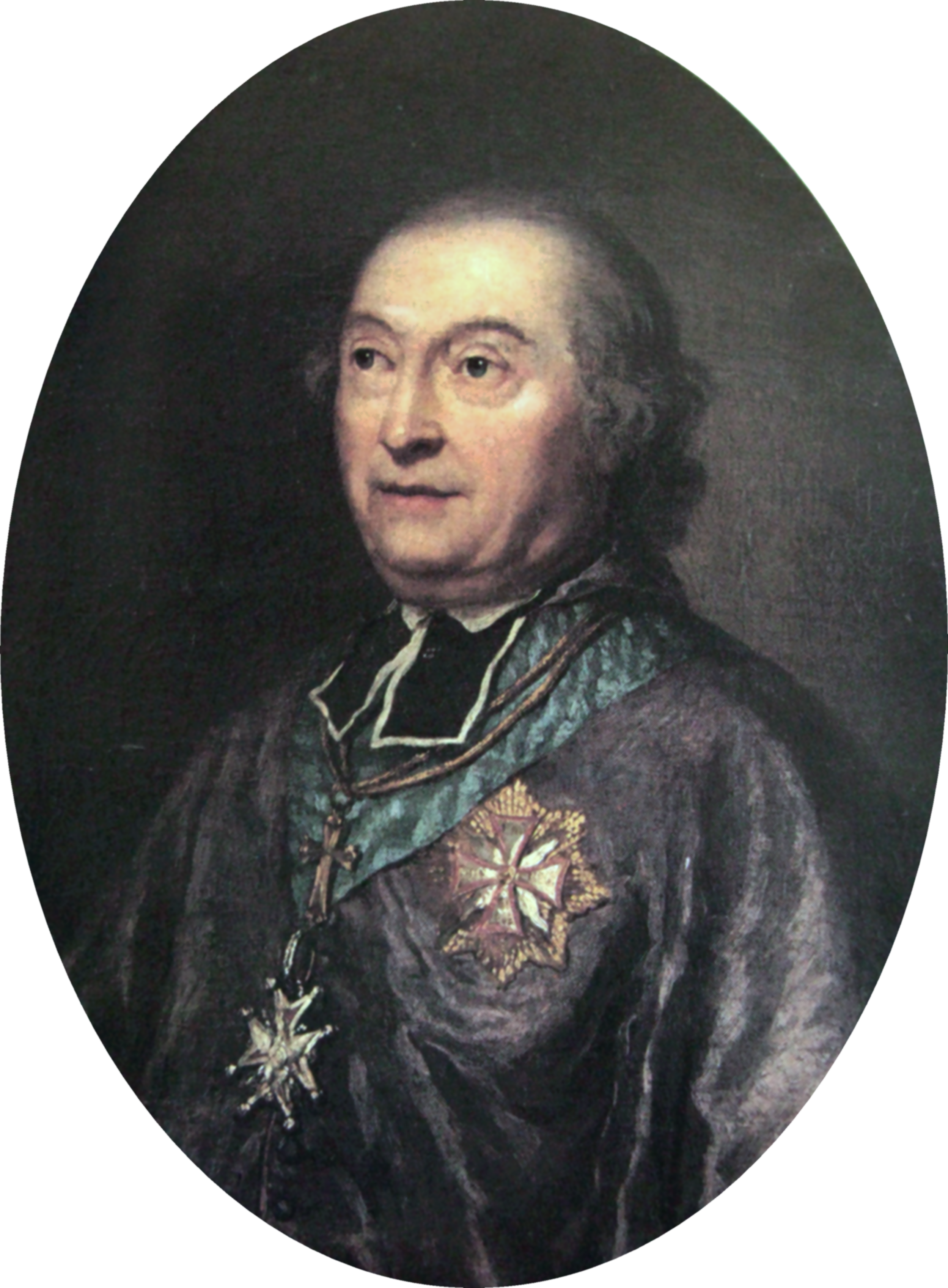
Bischof Adam Stanisław Krasiński mit dem Orden des Weißen Adlers

Adam Stanisław Krasiński, Herb Ślepowron (* 4. April 1714 in Krakau; † Oktober 1800 in Krasne) war ein polnischer Adliger, Bischof von Kamieniec (1757–1798), Großkronsekretär (ab 1752), Präsident des Krontribunals 1759 und einer der beiden Gründer der Konföderation von Bar.

## Biografie
Adam Stanisław Krasiński wurde 1714 als Sohn Jan Krasińskis und Elżbieta Teresa Sołtyk geboren. Sein Bruder war Michał Hieronim Krasiński. Er beteiligte sich mit 19 Jahren an der großen Konföderation polnischer Landadliger 1733 unter Führung des Kardinalprimas Teodor Potocki, die den Allianzvertrag der drei Schwarzen Adler ignorierte und am 10. September 1733 Stanisław Leszczyński (den Schwiegervater Louis XV.) zum neuen polnisch-litauischen Staatsoberhaupt wählte. An der Seite Leszczyńskis nahm er am folgenden Polnischen Thronfolgekrieg teil und wirkte ab 1734 nach dessen Flucht als Abgesandter der neuen, anti-wettinischen Konföderation von Dzików in Paris, die von vornherein chancenlos war, aber erst im März 1736 (zwei Monate nach dem Thronverzicht Leszczyńskis) die Kampfhandlungen beendete. Er besuchte zahlreiche Vorlesungen der Universitäten in Paris und Rom. 1747 wurde er an der Jagiellonen-Universität Krakau immatrikuliert und mit Hilfe Andrzej Stanisław Załuskis schließlich Kanoniker von Płock sowie Kanzler König August III. Er bekleidete damit eines der höchsten Ämter der Adelsrepublik Polen-Litauen. 1751 war er Płock's Delegierter im Krontribunal.
Im darauf folgenden Jahr wurde er mit Hilfe Jerzy August Mniszech zum Großkronsekretär befördert. 1753 wurde er Kanoniker von Gniezno. 1757 übertrug man ihm die Aufgabe des Scholasticus von Gniezno und zeichnete ihn mit dem Orden des Weißen Adlers aus, dem höchsten Ehrenzeichen der Adelsrepublik. Ein Jahr später erhielt er die Präsidentschaft des neuen Krontribunals und wurde Bischof von Kamieniec.
Ab 1763 wirkte Bischof Krasiński insbesondere als Widersacher der geplanten Familia-Reformen. Nach dem Tod August III. war es durch die Anhänger der politischen Partei ein Jahr später mit Unterstützung russischer Truppen nämlich de facto zu einem Staatsstreich gekommen. Die standesmäßig abzuhaltenden Freien Wahlen von 1764 standen demnach unter starker Einflussnahme der Partei. Ihre Anhänger betrachteten sich als Patrioten, versuchten gleichzeitig jedoch Provokationen gegenüber dem militärisch aufrüstenden Ausland zu vermeiden. Der Vorsitzende der Familia, August Aleksander Czartoryski, billigte aus diesem Grund auch die Entsendung russischer Truppen, um während der Wahl für Ordnung zu sorgen. Bischof Krasiński störte daraufhin gezielt den Sejmik in Grudziądz und legte ihn lahm. Nach der Königswahl am 6./7. September 1764, die durch den Einsatz beträchtlicher Bestechungsgelder und die Anwesenheit von 20.000 Mann der Kaiserlich Russischen Armee einstimmig verlief, erfolgte am 25. November 1764 schließlich die Inthronisierung des Wunschkandidaten der Familia, Stanisław August Poniatowski, Krönungsort war entgegen der Tradition Warschau, nicht der Wawel. So wurde Bischof Krasiński zum politischen Gegner seines Staatsoberhauptes, das eine Fremdherrschaft zur grundlegenden Modernisierung seiner Republik im Sinne Russlands billigte und deshalb als fremdbestimmter Kurator und Volksverräter verpönt war. Er trat 1767 daraufhin der Konföderation von Radom bei und unterstützte für kurze Zeit die Pläne Gabriel Podoski und Nikolai Repnins gegen ihr Staatsoberhaupt Poniatowski.
Am 29. Februar 1768 verbündete sich Bischof Krasiński mit Großpolens Generalstarost Mniszech und gründete mit ihm auf der Festung von Bar die Konföderation von Bar gegen die kaiserlich russische Vormundschaft und das Ende der Goldenen Freiheit im Lande. Dabei erklang als Wahlspruch der Konföderation wiara i wolność („Glaube und Freiheit“). Sie gilt als letzte große Massenbewegung der Szlachta und als erster polnischer Nationalaufstand mit weitreichenden Folgen bis in die 1980er Jahre hinein. Während des Krieges der Konföderation von Bar kritisierte Krasiński stets das Schweigen des Heiligen Stuhls zur Inhaftierung zahlreicher polnischer Landadliger durch die Russen, unter denen sich z. B. die beiden Bischöfe Kajetan Ignacy Sołtyk und Józef Andrzej Załuski befanden. Krasiński wurde wichtigster Diplomat der Konföderation von Bar, verantwortlich für viele Verhandlungen und Auslandsbeziehungen. So fuhr er im Oktober 1768 nach Paris und erwirkte bei König Louis XV. die logistische und militärische Hilfe Frankreichs. 1769 befürwortete er das Attentat auf König Poniatowski und wurde noch im gleichen Jahr Regierungsführer der Konföderierten von Bar in Biała. 1770 warb er in Dresden um Unterstützung des Heiligen Römischen Reichs; noch im gleichen Jahr traf er Kaiser Joseph II. (HRR) und erhielt ein Hilfsangebot von ihm. Der Kaiser teilte die Ansicht, dass Poniatowski nicht der legitime König Polen-Litauens sei, verfolgte jedoch die erfolgreiche Kandidatur Friedrich August I. (Sachsen) als polnisch-litauisches Staatsoberhaupt. Er könnte deshalb einer der Befürworter oder sogar der Leiter des Attentats auf Poniatowski gewesen sein, 1771 angestiftet von Kazimierz Pułaski. Trotzdem schlug der Plan fehl; zum einen, weil Poniatowski fliehen konnte, zum anderen, weil die Aktion in Europa solch heftige Kontroversen auslöste, dass Frankreich und Österreich ihr Bündnis mit den Konföderierten von Bar schließlich fallen ließen. So blieb Bischof Krasiński 1772 nichts anderes übrig, als mit König Poniatowski die Kapitulation der Konföderation von Bar zu verhandeln; noch im gleichen Jahr wurde er allerdings von Kosaken entführt und vorübergehend in Warschau inhaftiert. Er kam trotzdem wieder frei, nachdem er König Poniatowski seine Loyalität zusicherte, und erhielt alle seine Ämter wieder zurück.
Nach 1772 zog sich Bischof Krasiński eine Zeit lang aus dem politischen Leben zurück. In den Jahren 1780, 1782, 1784 und 1786 war er Präsident des Sąd sejmowy (Gericht, das zu Amtsenthebungsverfahren tagt). 1787 gab er die Rekonstruktion der Festung von Kamieniec in Auftrag. Während des Großen Sejms war er einer der stärksten Befürworter der Verfassung vom 3. Mai 1791, publizierte Projekte und Schriften, um sie zu unterstützen und nahm schließlich teil am semi-coup, der zum Ausruf der Verfassung führte. Er kommentierte insbesondere das Verhalten des Verfassungsgegners Jan Sucharzewski (der sich und seinen jungen Sohn umzubringen drohte, um „sich das Schicksal zu ersparen, unter diesem restriktiven Gesetz leben zu müssen“), in dem er sagte: rasiere ihm den Kopf und schick ihn ins Asyl. Nach dem Inkrafttreten der ersten modernen Verfassung Europas am 3. Mai 1791 bekämpfte er 1792 mit aller Kraft die Konföderation von Targowica. Nach ihrem Sieg im Bündnis mit Russland und der Zweiten Teilung Polen-Litauens 1793, entzog sie ihm das Bistum Kamieniec.
Bischof Krasiński befürwortete den Kościuszko-Aufstand als militärische Erhebung polnischer Patrioten unter der Führung von General Tadeusz Kościuszko im Jahr 1794, die gegen die Teilungen Polens gerichtet war, und sammelte Geldmittel für den Aufstand. Nach dessen Niederlage zog er sich erneut aus dem politischen Leben zurück und verzog schließlich in den preußisch gewordenen Teil Polen-Litauens. Er starb im Oktober 1800 in Krasne.

## Nachwirkung
Bischof Adam Stanisław Krasiński war bekannt für seine Toleranz. Historiker sehen ihn als kontroverse Figur der Geschichte: als undurchschaubaren Befürworter der Goldenen Freiheit seiner Zeit, in der es unmöglich war, sie aufrechtzuerhalten; als Befürworter der konservativen und verräterischen Hetman-Fraktion der frühen 1760er Jahre, war er ab 1768 einer der Anführer der Konföderation von Bar, die in Augen einiger Historiker als der erste polnische Nationalaufstand gilt. Schließlich unterstützte er nach Kräften die erste moderne freiheitliche Verfassung Europas, die Verfassung vom 3. Mai 1791.